# Иванов, Александр Владимирович (офтальмолог)
Алекса́ндр Влади́мирович Ивано́в (1836—1880) — офтальмолог, профессор Киевского университета, заведующий глазным отделением Военного госпиталя в Киеве.

## Биография
Происходил из мещан Таврической губернии. Родился 14 сентября 1836 года в г.Курске в семье мещан.
Окончил Курскую гимназию и в 1859 году — медицинский факультет Московского университета. В 1859 году уехал лечиться за границу, продолжая заниматься медициной. Выбрав своей специальностью офтальмологию, изучал нормальную и патологическую анатомию глаза в лаборатории Генриха Мюллера (Вюрцбург) и практическую практику проходил в клиниках Кнаппа (Гейдельберг), Пагенштехера (Висбаден) и в клинике Вены (у Арльта).
В 1867 году вернулся в Россию и в Санкт-Петербурге защитил докторскую диссертацию: «Материал для нормальной и патологической анатомии хрусталика» (СПб., 1867) и в том же году был назначен ординатором в глазное отделение Киевского военного госпиталя и вновь уехал за границу для продолжения научных занятий, получив двухлетнюю командировку от военного ведомства.
По окончании командировки 15 сентября 1869 года он был избран экстраординарным профессором Киевского университета по кафедре офтальмологии, получил в заведование глазное отделение Киевского военного госпиталя. В конце 1871 - начале 1872 года снова лечился за границей. В 1875 году был избран ординарным профессором, но в начале 1876 года по болезни был вынужден оставить Киев, долго лечился и 15 (27) октября 1880 года умер в г. Ментоне (Франция)в возрасте 44 лет от туберкулеза легких, осложнившегося легочным кровотечением. Похоронен на кладбище г.Ментона.
Учёная деятельность Иванова была сосредоточена, главным образом, на нормальной и патологической анатомии глаза и в этой области его заслуги громадны. Научные труды Иванова значительно способствовали расширению научных сведений по анатомии, преимущественно патологической, глаза, которые до него были очень скудны, как, например, относительно патологических изменений при некоторых формах страданий конъюнктивы и corneae, при воспалении сосудистой оболочки, при страданиях сетчатки и зрительного нерва и пр. Многие из патологических изменений при заболеваниях глаза, а также некоторые данные нормальной анатомии были даже впервые указаны Ивановым; таковы: его чрезвычайно важное исследование относительно строения ресничной мышцы в глазах различной рефракции, его исследования об анатомии и об отслойке стекловидного тела, о воспалении сетчатки и зрительного нерва, об отеке сетчатки и другие.
Известный патологоанатом в области глаза, профессор Гейдельбергского университета Беккер, еще в 1870 году сказал на лекции, что А. Β. Иванов один сделал для патологической анатомии глаза больше, чем все остальные исследователи взятые вместе. Под руководством Иванова занимался известный окулист, герцог Карл Теодор Баварский.
Автор 24 научных трудов, опубликованных преимущественно в зарубежной печати на немецком языке, в том числе трех руководств "Практическая офтальмология" (1879), "Руководство по офтальмологии" (1880) и "Курс глазных операций" (1881), написанных и изданных с участием А.В.Ходина.
Отличительная черта:  Блестящий знаток патологической анатомии глаза, опытный педагог, хороший лектор и прекрасный практический врач.